# Carolina Trautner

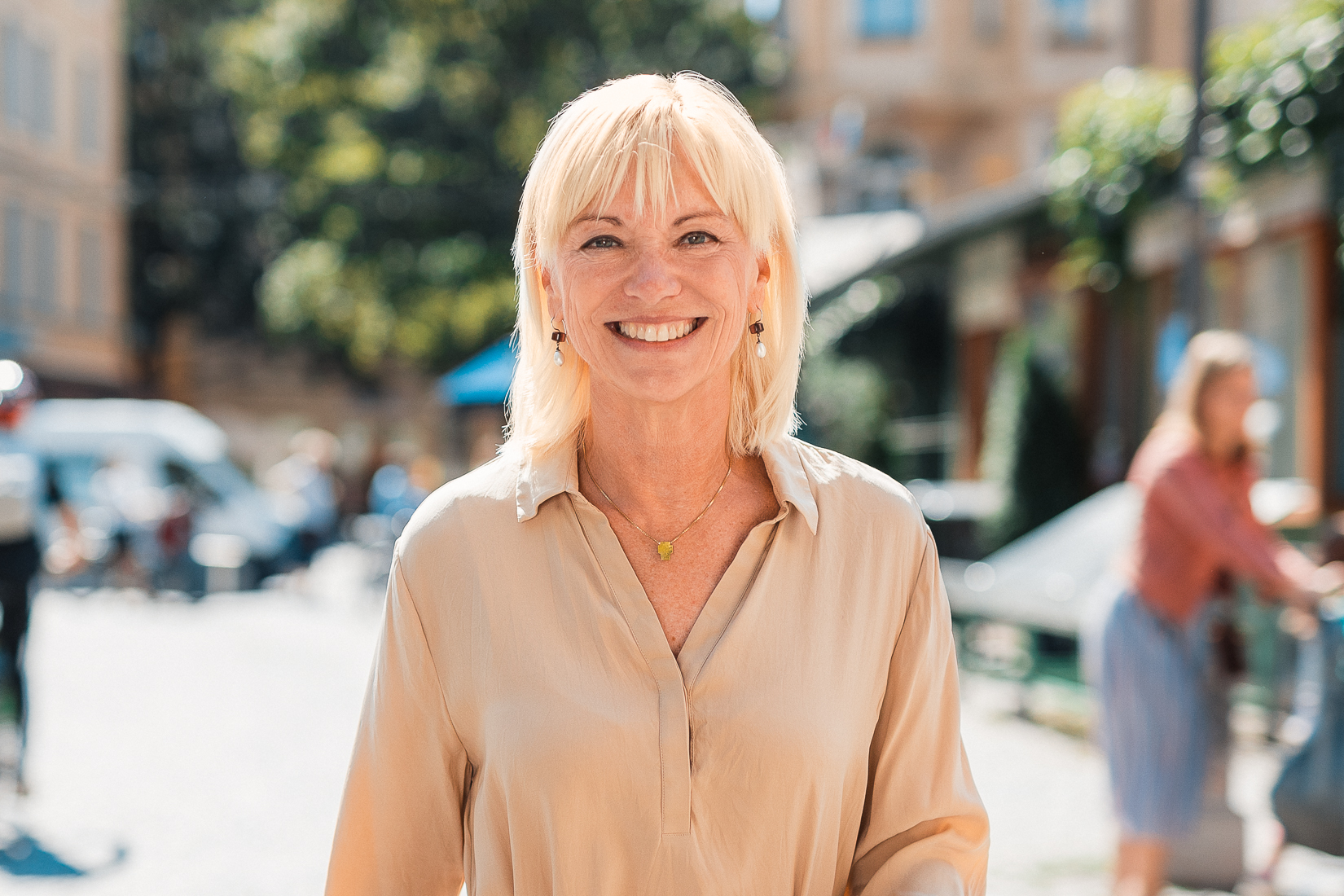
Carolina Trautner (2023)

Carolina Trautner (* 25. Mai 1961 in Augsburg) ist eine deutsche Politikerin (CSU). Seit Oktober 2013 ist sie Mitglied des Bayerischen Landtags. Von Februar 2020 bis Februar 2022 war sie Bayerische Staatsministerin für Familie, Arbeit und Soziales.

## Werdegang
Trautner legte 1980 das Abitur am Stetten-Institut ab, studierte Pharmazie an der Universität Würzburg und arbeitete bis 2013 als angestellte Apothekerin.
Von 1999 bis 2013 war sie Vorsitzende des CSU-Ortsverbandes Stadtbergen. Seit 1999 ist sie Vorstandsmitglied der Frauen-Union Stadtbergen. 2001 wurde sie in die Vorstandschaft des CSU-Kreisverbandes Augsburg gewählt. Von 2005 bis 2015 war sie stellvertretende CSU-Kreisvorsitzende, bevor sie am 9. Mai 2015 in Nordendorf mit rund 91 Prozent der Stimmen zur CSU-Kreisvorsitzenden gewählt wurde.
Bei der Kommunalwahl 2002 zog sie in den Kreistag des Landkreises Augsburg und in den Marktgemeinderat von Stadtbergen ein, wo sie zur stellvertretenden Fraktionsvorsitzenden gewählt wurde.
Nach dem Verzicht von Max Strehle auf eine erneute Kandidatur für den Landtag wurde Trautner im Oktober 2012 mit 68 von 109 Delegiertenstimmen zu dessen Nachfolgerin als Direktkandidatin im Stimmkreis Augsburg-Land-Süd bei der Landtagswahl 2013 gewählt. Am 15. September 2013 sicherte sie sich den Einzug in den Landtag. 2018 und 2023 wurde sie mit jeweils 39,9 Prozent der Erststimmen im Stimmkreis Augsburg-Land-Süd direkt wiedergewählt.
Vom 21. März bis zum 12. November 2018 war sie Staatssekretärin im Bayerischen Staatsministerium für Unterricht und Kultus. Vom 12. November 2018 bis 6. Februar 2020 war sie Staatssekretärin im Bayerischen Staatsministerium für Familie, Arbeit und Soziales. Ab dem 6. Februar 2020 war sie Bayerische Staatsministerin für Familie, Arbeit und Soziales. Am 23. Februar 2022 wurde sie im Zuge einer Kabinettsumbildung in diesem Amt durch Ulrike Scharf abgelöst.
Trautner wurde im Oktober 2022 mit dem Bayerischen Verdienstorden ausgezeichnet. Sie ist evangelisch, verheiratet und hat zwei erwachsene Kinder.
Sie wurde am 17. März 2023 als Nachfolgerin der verstorbenen Barbara Stamm zur Vorsitzenden der Lebenshilfe Bayern gewählt.
Seit 18. März 2024 ist Trautner Vorsitzende des Landesgesundheitsrat Bayern.